# Drewno (technika)
Drewno – surowiec drzewny otrzymywany ze ściętych drzew i formowany przez obróbkę w różnego rodzaju sortymenty. Zajmuje przestrzeń pomiędzy rdzeniem a warstwą łyka i kory. Pod względem technicznym drewno jest naturalnym materiałem kompozytowym o osnowie polimerowej wzmocnionym ciągłymi włóknami polimerowymi, którymi są podłużne komórki zorientowane jednoosiowo. Z powodu łatwości pozyskiwania, stosunkowo niewielkich wymagań technologicznych podczas obróbki oraz innych zalet, drewno stanowi powszechnie wykorzystywaną grupę materiałów konstrukcyjnych w technice. Może być ono stosowane w postaci drewna litego lub w formie przetworzonej, w postaci tzw. tworzyw drewnopochodnych. Drewno, w postaci ścieru, stanowi podstawowy składnik papieru. Może być również wykorzystywane jako paliwo do celów przemysłowych, technicznych, gospodarczych. Na świecie występuje od 30 000 do 40 000 gatunków roślin drzewiastych, z których około 4000 ma potencjalne lub rzeczywiste znaczenie użytkowe. W literaturze technicznej i naukowej dość dobrze opisano właściwości techniczne około 1500 gatunków, spośród których mniej więcej 500 jest przedmiotem światowego handlu.
Drewno należy do najstarszych materiałów używanych przez człowieka. Pierwotnie stosowane było jako nośnik energii (spalanie) oraz podstawowy materiał budowlany do budowy chałup i domów mieszkalnych, budowli gospodarczych, kościołów, mostów, a także budowli obronnych. Wykorzystywano pnie o zróżnicowanym zakresie obróbki (z czasem przecinane na połówki), deski, a nawet plecionki z cienkich gałęzi. Przez tysiąclecia budowano z drewna ściany, stropy i dachy, kryte dranicami lub gontem. Drewna używano do wykonywania mebli, sprzętów domowych, naczyń (z czasem w konstrukcji klepkowej) i narzędzi, a także do ogrzewania i oświetlania pomieszczeń (łuczywo). Z drewna budowano środki transportu: łodzie (pierwotnie dłubane w jednym pniu) i okręty, wozy i sanie. Przez dwa stulecia było podstawowym materiałem do wykonywania obudowy górniczej w kopalniach.
Obecnie drewno stosowane jest jako materiał konstrukcyjny oraz wykończeniowy. Swoją popularność zawdzięcza swej lekkości i wystarczającym do wielu zastosowań własnościom wytrzymałościowym. Stosuje się je jako materiał na podłogi, boazerie, do wykonania więźb dachowych budynków, altan, wiat, ogrodzeń i pergoli, mebli i zabawek. W wielu krajach, m.in. w Ameryce Północnej (USA i Kanada), drewno jest w dalszym ciągu ważnym materiałem budowlanym i używa się go do budowy większości niskich zabudowań mieszkalnych. Drewno małowartościowe, odpady powstałe przy produkcji różnych sortymentów drewna są wykorzystywane do produkcji płyt pilśniowych, wiórowych, OSB, sklejki, itd., które także są materiałem do wykonywania wielu przedmiotów codziennego użytku. Inne odpady drewniane (obrzynki, wióry, trociny itp.) są surowcem energetycznym.
W Polsce, w grodzie Biskupin wszystkie domy, urządzenia obronne i wiele przedmiotów wyposażenia i codziennego użytku były wykonane z drewna.

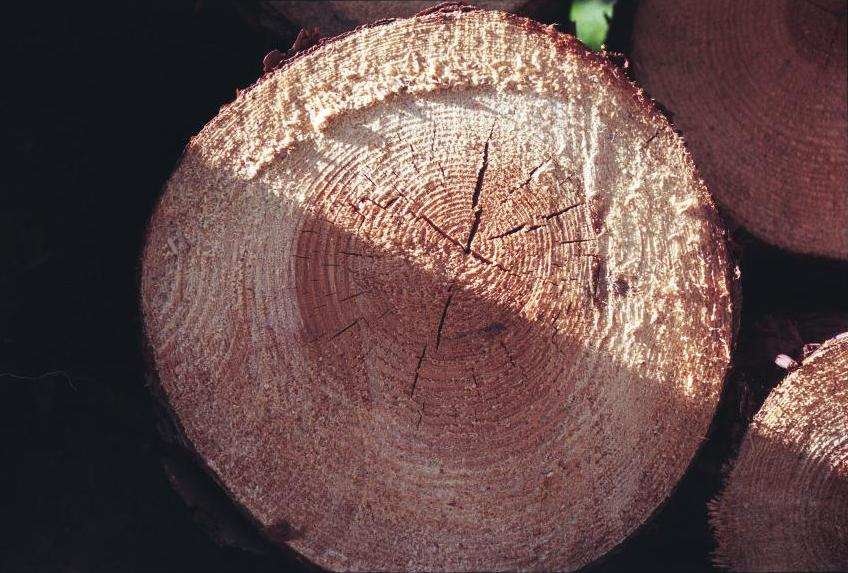
Przekrój poprzeczny pnia w parku narodowym "De Veluwe" w Holandii

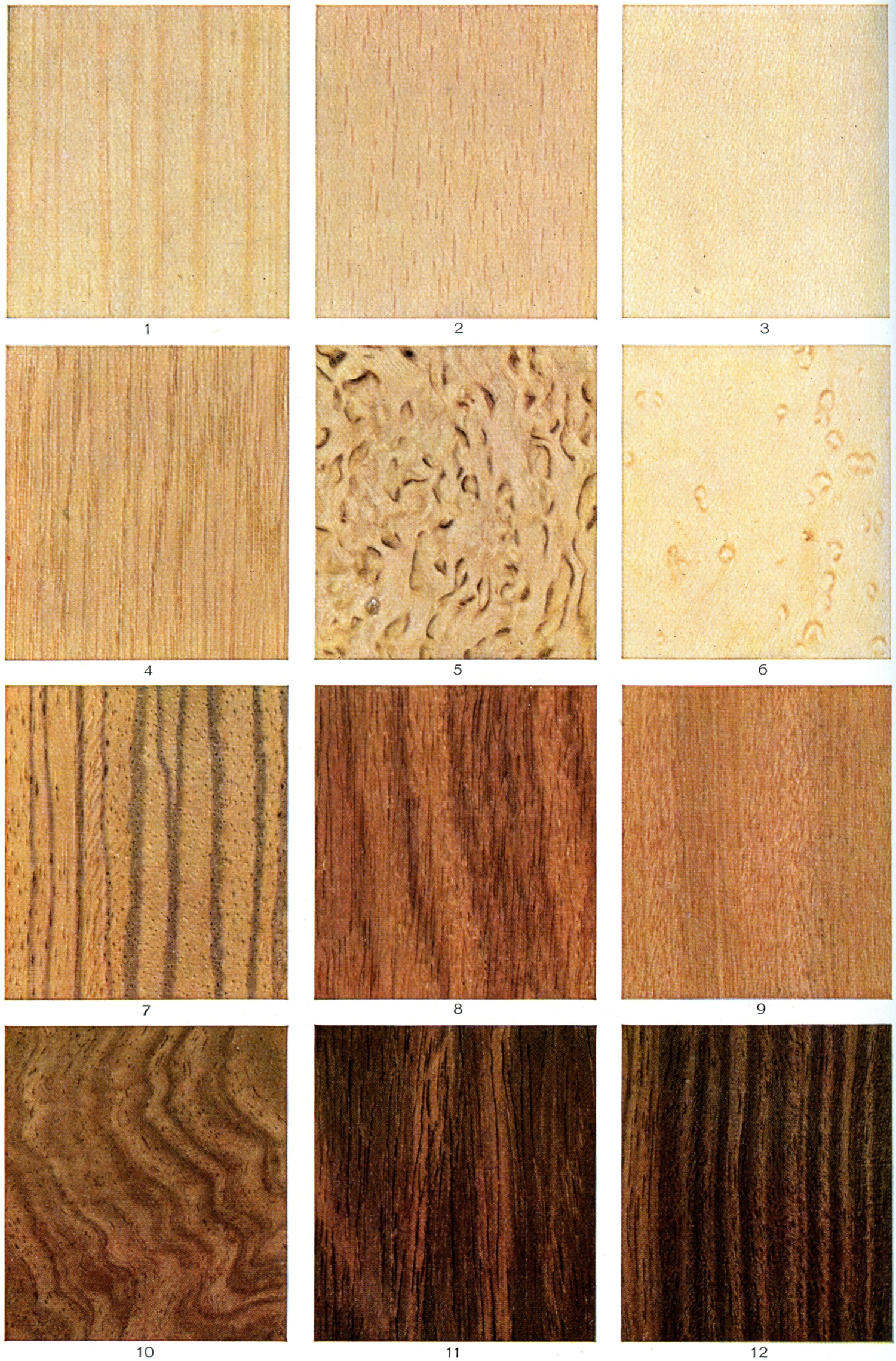
wygląd słojów 12 gatunków drewna

W drewnie rozróżniamy trzy zasadnicze przekroje:
- poprzeczny, utworzony przez przecięcie pnia prostopadle do jego osi podłużnej;
- podłużny promieniowy, utworzony przez przecięcie pnia wzdłuż jego osi podłużnej, przez rdzeń;
- podłużny styczny, utworzony przez przecięcie pnia wzdłuż jego osi podłużnej i przechodzący poza rdzeniem, czyli po stycznej do któregokolwiek pierścienia przyrostu rocznego.

## Wady i zalety drewna
Drewno jest materiałem niejednorodnym pod względem budowy. Posiada liczne wady, anomalie, uszkodzenia lub inne wrodzone i nabyte cechy, które obniżają jego wartość techniczną i ograniczają zakres użyteczności, ale jednocześnie mogą podnosić jego walory ozdobne. Z punktu widzenia przerobu surowca drzewnego, drewno powinno mieć kształt walca, równomierną słoistość, przebieg włókien równoległy do podłużnej osi, oraz nie powinno mieć sęków (gałęzi).
Polska norma (PN-79/D-01011) wyróżnia następujące grupy wad:
- sęki
- pęknięcia
- wady kształtu
- wady budowy
- zabarwienia
- zgnilizny
- uszkodzenia mechaniczne.

W porównaniu do wielu innych materiałów drewno cechuje szereg wad związanych z jego biologicznym pochodzeniem. Materiały i produkty drzewne bez odpowiedniego zabezpieczenia łatwo ulegają degradacji pod wpływem wody, owadów, grzybów i małży będących pasożytami drewna. Zmienne warunki wilgotności prowadzą często do paczenia się i pękania drewna. Owady i grzyby obniżają mechaniczną wytrzymałość drewna.
Wady drewna zawsze powodują obniżenie jego wartości i mogą spowodować jego dyskwalifikację jako materiału. Zależą od różnych czynników:
- związane ze wzrostem drzewa to – sęki, rdzeń mimośrodowy, wielordzenność, zawoje, skręt włókien, pęknięcia (np. mrozowe) itp.;
- związane z żerowaniem owadów na drzewie lub drewnie, np. spuszczel domowy (Hylotrupes bajulus), trzpiennik żółty (Sirex gigas), rytel pospolity (Hylocoetus dermestoides), drwalnik paskowany (Trypodendron lineatum), kołatek uparty (Anobium pertinax), kołatek meblowy (Anobium domesticus), Limnoria lignorum, a także objęty ochroną gatunkową kozioróg dębosz; oraz małży, np. świdrak okrętowiec (Teredo navalis);
- związane z procesami gnilnymi, zagrzybieniem podczas wzrostu drzewa albo po jego ścięciu, powodują zmianę zabarwienia, siniznę, zgniliznę, czyli mursz.

Przykłady grzybów rozwijających się na drewnie:
- grzyby powodujące szybki rozkład drewna na dużych powierzchniach: grzyb domowy właściwy stroczek domowy (Merulius lacrimans), grzyb domowy biały porzyca inspektowa (Poria vaporaria), grzyb piwniczny gnilica mózgowata (Coniophora cerebella), grzyb kopalniany krowiak bocznotrzonowy (Paxillus acheruntius);
- grzyby występujące "gniazdowo": grzyb podkładowy twardziak łuskowaty (Neolentinus lepideus), grzyb słupowy siatkowiec płotowy (Lensites sepiaria).

Do ochrony drewna, zwłaszcza w budownictwie, należą takie praktyki jak:
- nieużywanie drewna pochodzącego z rozbiórki starych domów,
- niemalowanie drewna farbami olejnymi przed jego wysuszeniem,
- wietrzenie pomieszczeń, w których drewno jest zastosowane,
- wykonanie poprawnej izolacji przeciwwilgociowej,
- wykonanie impregnacji preparatami grzybo- i pleśniobójczymi,
- wykonanie zabezpieczenia przeciwogniowego.

Zalety drewna jako surowca:
- łatwe w obróbce (gatunki miękkie),
- izoluje termicznie i elektrycznie,
- materiał ekologiczny,
- odporne na działanie wielu czynników chemicznych.

## Skład chemiczny
Podstawowymi pierwiastkami wchodzącymi w skład drewna są: węgiel (49,5%), tlen (43,8%), wodór (6,0%), azot (0,2%) i inne. Główne związki tworzące drewno to: celuloza (ok. 45%), hemicelulozy (ok. 30%) i lignina (ok. 20%). Ponadto w drewnie występują też: cukier, białko, skrobia, garbniki, olejki eteryczne, guma oraz substancje mineralne, które po spaleniu dają popiół. Skład chemiczny popiołu zależy od rodzaju drzewa, klimatu, gleby itp.

## Właściwości fizyczne
- Barwa – u drewna krajowego nie odznacza się tak dużą intensywnością, jak u niektórych gatunków egzotycznych (mahoń, palisander). Drewno z drzew krajowych ma barwę od jasnożółtej do brązowej.
- Rysunek drewna – różni się w zależności od przekroju, barwy drewna, wielkości przyrostów, sęków itp.
- Połysk – związany jest z twardością drewna i gładkością powierzchni. Połysk najbardziej jest widoczny w przekroju promieniowym.
- Gęstość pozorna drewna – zależy od jego wilgotności, rodzaju drzewa z którego jest otrzymane. Przy wilgotności 15% (tzw. drewno powietrzno-suche) waha się przykładowo od ok. 440-450 kg/m³ dla osiki, do 830–850 kg/m³ dla grabu (wartości przykładowe dla innych gatunków: świerk 470–480 kg/m³, sosna 550–560 kg/m³, dąb 720–740 kg/m³, buk 720–740 kg/m³, jesion ok. 700 kg/m³). W stanie świeżo ściętym gęstość drewna jest o wiele większa i wynosi najczęściej od 700 do ponad 1000 kg/m³[4].
- Higroskopijność – to skłonność materiału do wchłaniania wilgoci z powietrza. Drewno zawsze wchłania wilgoć lub oddaje ją do pomieszczenia tak długo, aż osiągnie stan równowagi pomiędzy własną wilgotnością a wilgotnością otoczenia. Drewno stosowane w miejscach o dużej wilgotności powinno być zabezpieczone przed jej wchłanianiem.
- Przewodność cieplna – drewno źle przewodzi ciepło, zatem jest dobrym izolatorem. Współczynniki przewodności cieplnej zależą od rodzaju drzewa i stopnia wilgotności drewna.
- Wilgotność – zależy od warunków w jakich drewno się znajduje i ma znaczny wpływ na pozostałe właściwości drewna. Bezpośrednio po ścięciu wilgotność drewna wynosi ponad 35%, ale może być znacznie większa. Drewno w stanie określanym jako powietrzno-suche (wyschnięte na wolnym powietrzu) ma wilgotność około 15–20%, przechowywane w suchych pomieszczeniach – ma wilgotność 8–13%. Duża wilgotność drewna bywa powodem paczenia się wyrobów, stwarza warunki sprzyjające rozwojowi grzybów. Gdyby drewno zostało wysuszone do wilgotności 0% stałoby się materiałem łatwo pękającym i kruchym. Praktycznie nie można byłoby wykonać z takiego drewna żadnej konstrukcji czy przedmiotów użytkowych.
- Skurcz i pęcznienie – drewno wilgotne podczas suszenia zawsze kurczy się, podczas nasiąkania wodą pęcznieje. Podczas skurczu drewno pęka i paczy się. Dlatego konstrukcje drewniane (więźby, ramy okienne, listwy boazeryjne itp.) powinny być przygotowywane z drewna już wysuszonego, do takiej wilgotności, w jakiej będzie ono użytkowane. Najczęściej używa się do wykonania elementów konstrukcyjnych drewna w stanie powietrzno-suchym.
- Zapach – każdy gatunek drewna ma swój specyficzny zapach. Pochodzi on od znajdujących się w drewnie żywic, olejków eterycznych, garbników itp. Z biegiem lat drewno traci zapach.

## Właściwości mechaniczne
Drewno jest materiałem anizotropowym, ortotropowym, jego wytrzymałość na ściskanie, rozciąganie, zginanie zależy od kierunku działania sił w stosunku do włókien. Drewno znacznie łatwiej przenosi siły (ma większą wytrzymałość) działające wzdłuż włókien – wraz ze wzrostem kąta odchylenia tych sił od kierunku włókien wytrzymałość drewna zmniejsza się. W zależności od osiąganej minimalnej wartości wytrzymałości mechanicznej drewno dzieli się na klasy. Przykładowe wartości wytrzymałości drewna na ściskanie w zależności od klasy:
- ściskanie wzdłuż włókien – 16 MPa – 88 MPa (gatunki liściaste) i 23 – 34 MPa (gatunki iglaste);
- ściskanie w poprzek włókien od 4,3 – 6,3 MPa (gatunki liściaste) i 8,0 – 13,5 MPa (gatunki iglaste).

Twardość
Mierzona jest oporem stawianym przez drewno podczas wciskania stalowej kulki o ściśle określonej wielkości. Twardość zależy od gatunku drzewa, z którego drewno pochodzi. Do gatunków twardych należą między innymi: modrzew, robinia akacjowa, czyli grochodrzew (nazywany błędnie akacją), buk, dąb, grab, jesion, jawor, wiąz. Do najbardziej miękkich: lipa, olcha, osika, topola. Drewno miękkie jest znacznie łatwiejsze w obróbce, stąd często jest używane przez rzeźbiarzy (np. ołtarz w kościele Mariackim w Krakowie jest wyrzeźbiony z lipy).
Przykładowa twardość mierzona metodą Janki (przy pomocy kulki metalowej o przekroju 1 cm²) przy 15% wilgotności surowca, dla niektórych gatunków drewna wynosi, od najmiększych do najtwardszych:
- krajowych: osika 20 MPa, topola 27 MPa, świerk 28 MPa, sosna 28–30 MPa, lipa 30 MPa, jodła 31 MPa, modrzew 40 MPa, olcha 43 MPa, brzoza 48 MPa, klon jawor 63 MPa, dąb 66–77 MPa (wyższa wartość dla tzw. twardzieli), orzech 72 MPa, wiąz 73 MPa, klon 73 MPa, jesion 72–75 MPa, buk 78 MPa, grusza 79 MPa, robinia akacjowa 88 MPa, grab 89 MPa.
- egzotycznych: Ochroma spp. (balsa) 4 MPa, Tectona spp. (teczyna) 46 MPa, Hevea spp. (kauczukowiec) ok. 59 MPa, Khaya spp. (mahoń, różne gatunki) 58–65 MPa, Afzelia spp. (doussie) 76 MPa, Koompassia spp. (kempas) ok. 78 MPa, Tristania spp. (badi) ok. 78 MPa, Carya spp (orzesznik, czyli hikora) 83 MPa, Hymenaea spp. (jatoba) ok. 85 MPa, Intsia spp. (merbau) ok. 85 MPa, Cantleya spp. (daru-daru) ok. 88 MPa, Eusideroxylon spp. (ulin) ok. 91 MPa, Buxus spp (bukszpan) 133 MPa, Diospyros spp. (heban) 171 MPa, Guaiacum spp. (gwajak) 197 MPa.

Ścieralność
Drewna twarde są najczęściej najodporniejsze na ścieranie. Ta cecha ma duże znaczenie przy wyborze drewna jako materiału do wykonania np. podłóg.

## Gatunki drewna używane w budownictwie

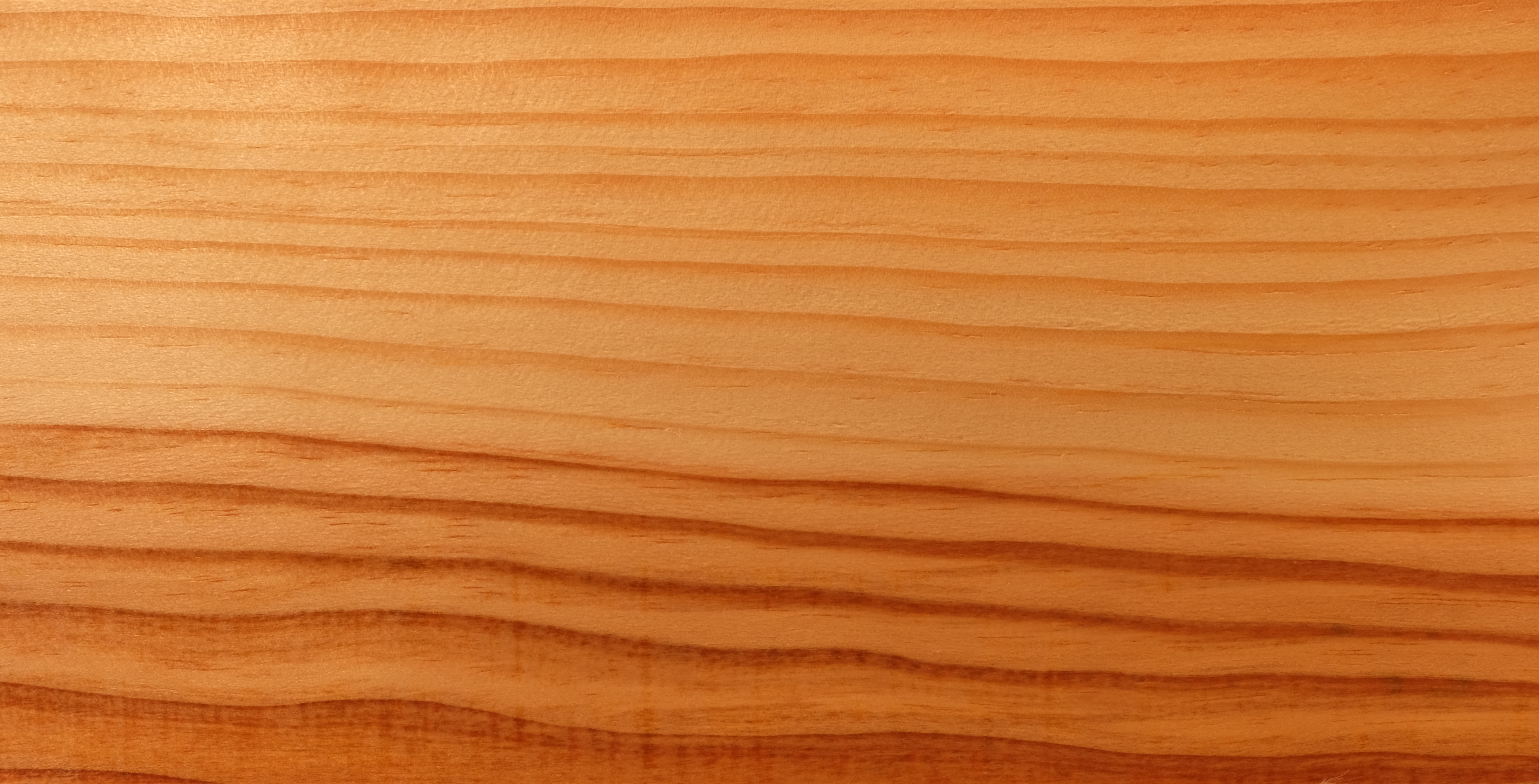
Drewno sosnowe

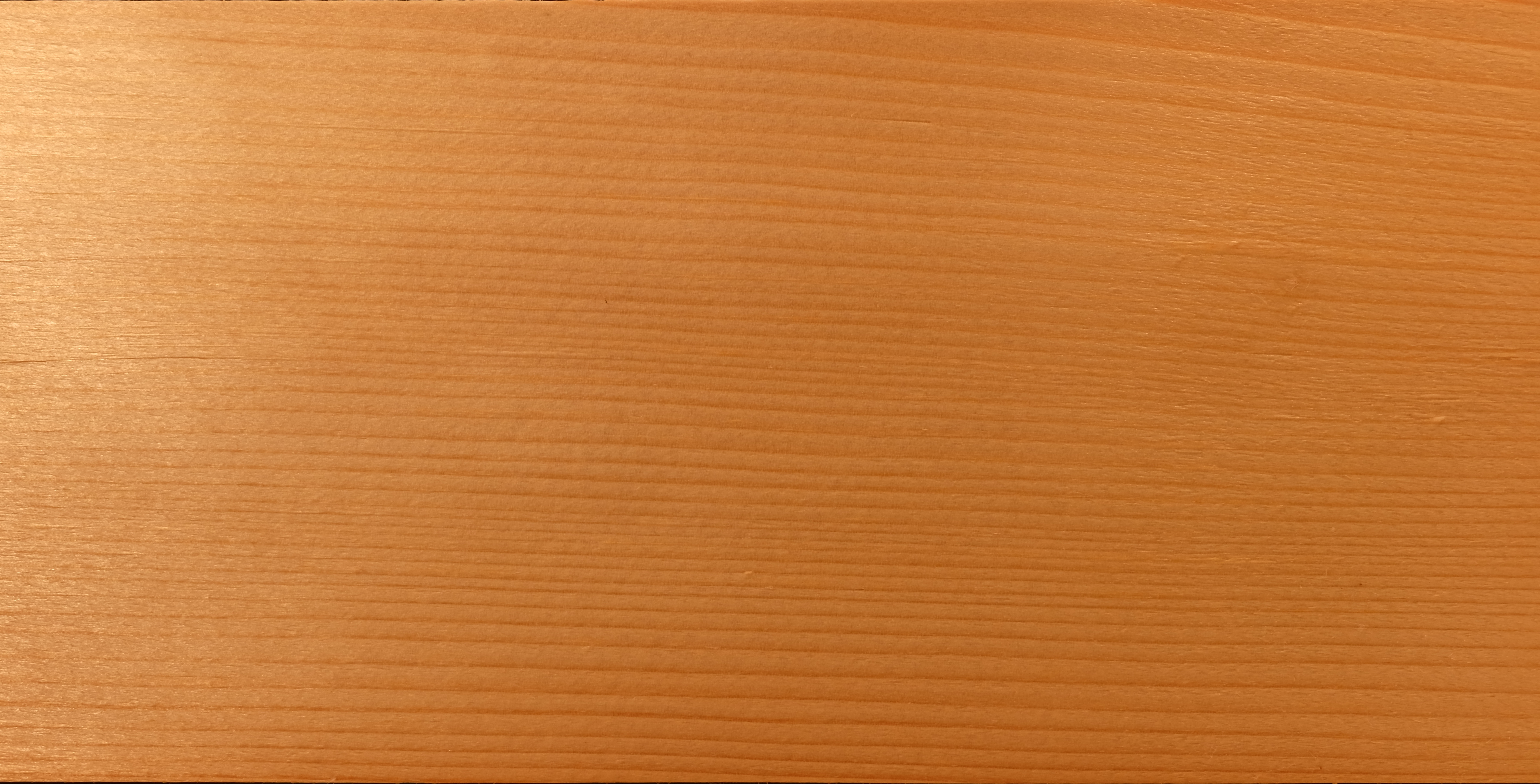
Drewno świerkowe

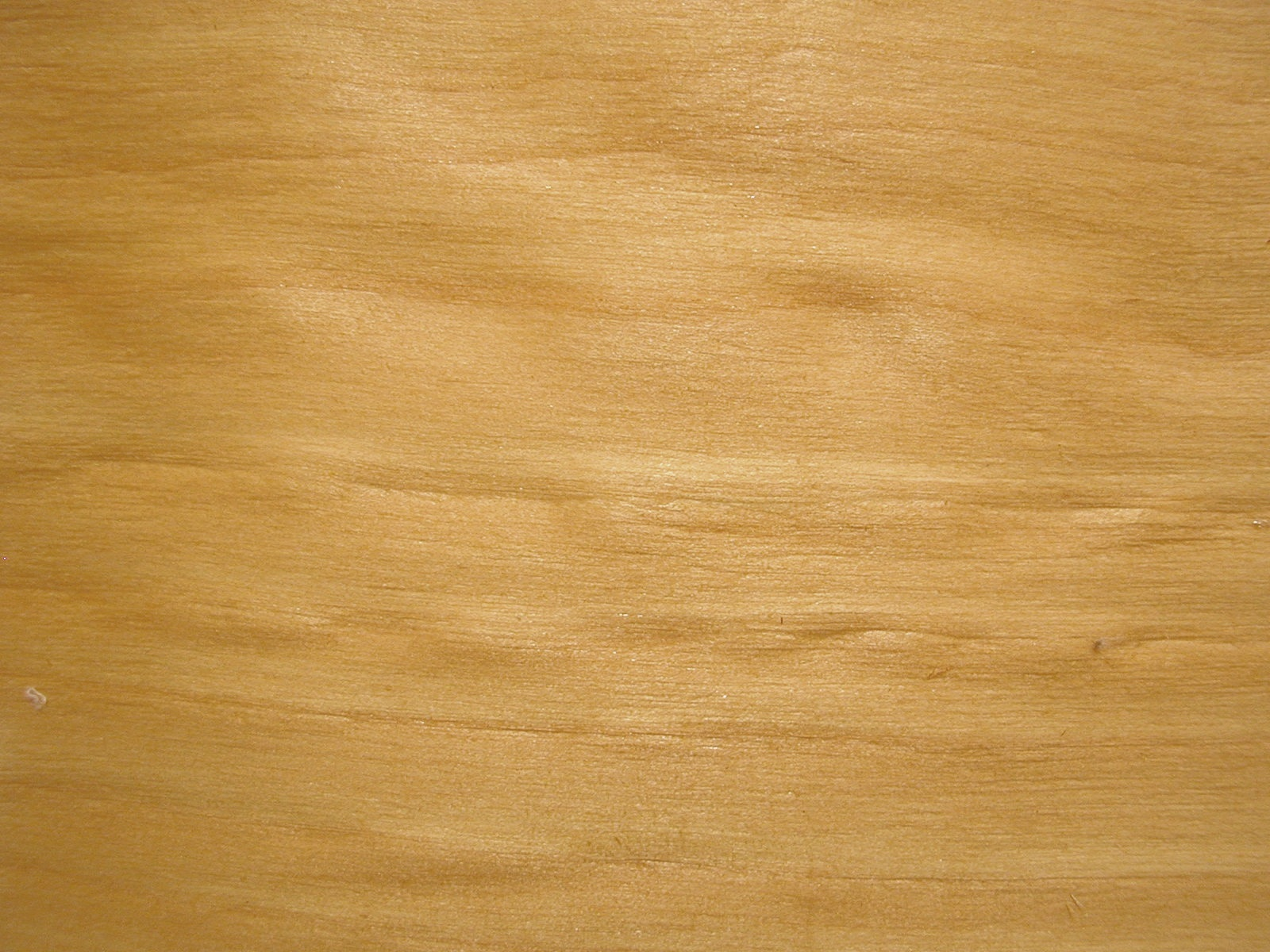
Drewno brzozowe

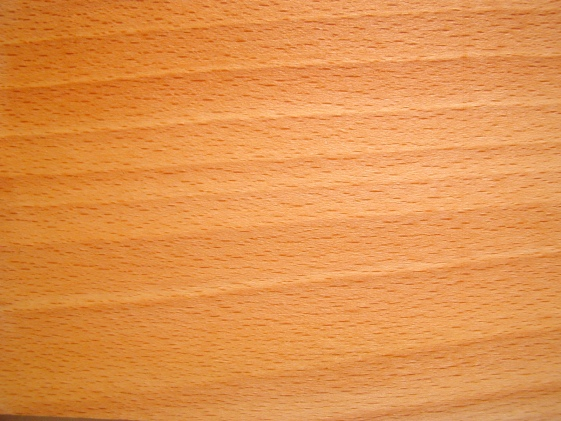
Drewno bukowe

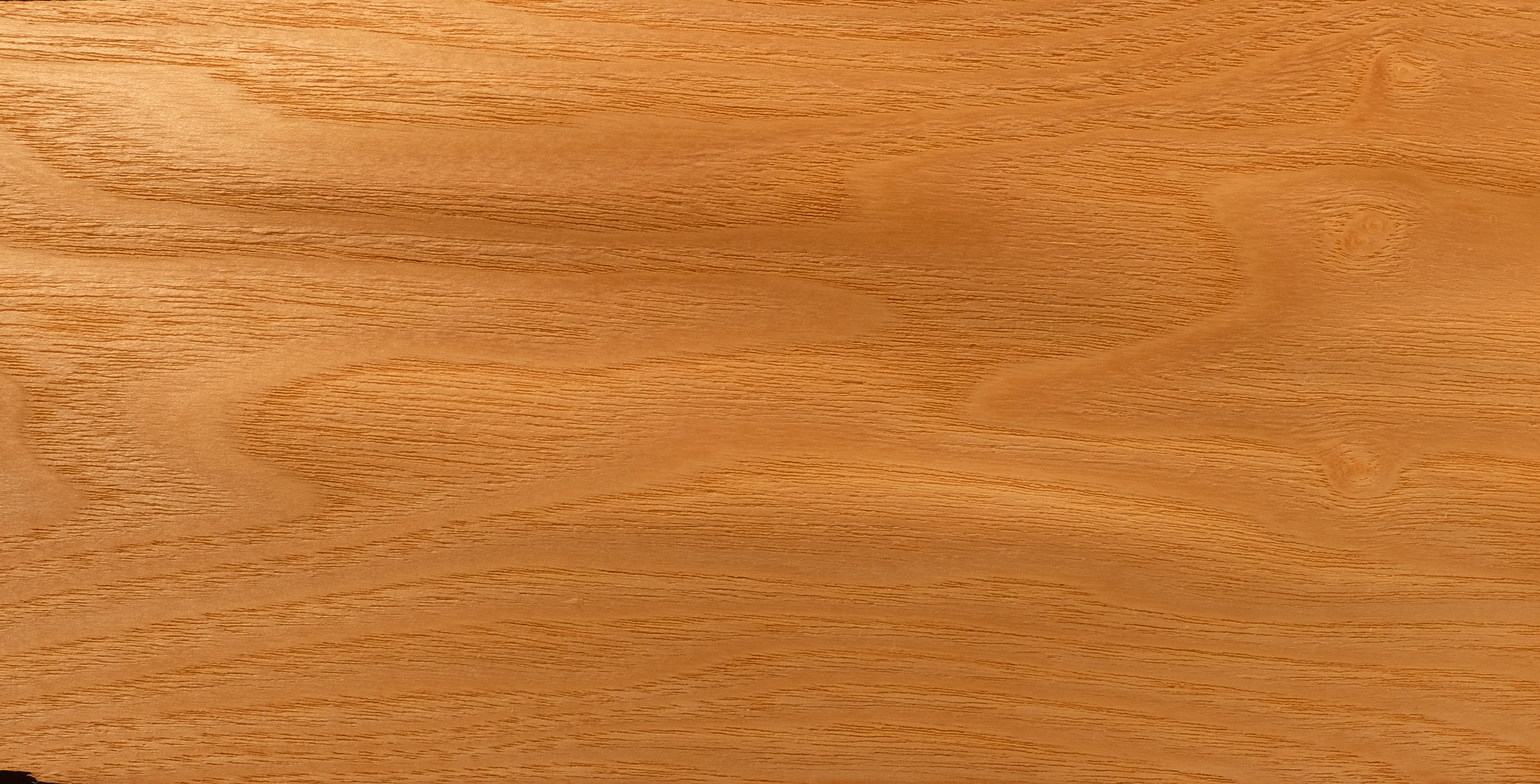
Drewno jesionowe

W budownictwie najczęściej używane są następujące gatunki drewna:
- gatunki iglaste (pozyskane z drzew iglastych) – stosowane są do wykonywania konstrukcji dachowych, stolarki budowlanej (okna, drzwi, schody itp.), desek podłogowych, sklejki itp.:
  - Jodła (Abies alba) – najlepsze właściwości ma drewno pozyskiwane z drzew stuletnich. Drewno jest miękkie, o średniej wytrzymałości, giętkie i łupliwe. Ma sporo sęków, które wypadają z tarcicy.
  - Modrzew (Larix europaea) – najlepsze właściwości ma drewno pozyskiwane z drzew w wieku 100–120 lat. W Polsce rzadko stosowane, jest najlepszym (z punktu widzenia techniki) i najtrwalszym gatunkiem drewna.
  - Sosna (Pinus silvestris) – najlepsze właściwości ma drewno pozyskiwane z drzew w wieku 80–120 lat. Drewno jest miękkie, łatwe w obróbce, sprężyste, o dobrej wytrzymałości mechanicznej.
  - Świerk (Picea abies) – najlepsze właściwości ma drewno pozyskiwane z drzew w wieku 80–120 lat. Drewno jest miękkie, o średniej wytrzymałości, sprężyste, trudne w obróbce (łatwo pęka, ma sporo sęków). Ze świerków rosnących w górach otrzymuje się lepsze drewno, niż z rosnących na nizinach.

- gatunki liściaste (pozyskane z drzew liściastych) – najczęściej stosowane są do robót stolarskich, wykonywania podłóg i posadzek:
  - Brzoza (Betula pendula i Betula pubescens) – drewno o dobrych właściwościach mechanicznych i małej odporności na grzyby.
  - Buk (Fagus silvatica) – najlepsze właściwości ma drewno pozyskiwane z drzew w wieku około 110 lat. Drewno twarde, o dużej wytrzymałości, łatwe w obróbce. Często atakowane przez owady.
  - Dąb (Quercus robur lub Quercus petrea) – najlepsze właściwości ma drewno pozyskiwane z drzew w wieku około 180 lat. Drewno jest twarde, ciężkie, o dobrych parametrach wytrzymałościowych, odporne na ścieranie. Bardzo dobre do wyrobu parkietów lub masywnych mebli (np. kredensów). Często atakowane przez owady. W wodzie z czasem czernieje, w wyniku reakcji chemicznych pomiędzy kwasem garbnikowym znajdującym się w drewnie a solami żelaza występującymi w wodzie (niemniej jednak w wodzie jest trwalsze niż większość innych krajowych gatunków). Drewno łatwo pęka i paczy się.
  - Grab (Carpinus betulus) – drewno o dobrych właściwościach mechanicznych, trudnościeralne, ciężkie, bardzo twarde.
  - Jesion (Fraxinus excelsior) – drewno ciężkie, wytrzymałe i elastyczne. Po ścięciu łatwo je wygiąć. Zastosowane w warunkach suchych jest trwałe, w wilgotnych łatwo ulega zniszczeniu.
  - Olsza czarna (Alnus glutinosa) – drewno miękkie, łatwe w obróbce. Często atakowane przez owady. Mało odporne na zmienne warunki atmosferyczne. Przy stałym przebywaniu pod wodą trwałe, dzięki dużej zawartości garbników.
  - Topola (Populus, ok. 30 gatunków) – jedyne drewno liściaste stosowane do wykonywania konstrukcji budowlanych, zwłaszcza na terenach bezleśnych. W Polsce raczej jako drzewo ozdobne, opałowe, stosowane też w celu osuszania terenu.
  - Wiąz pospolity i brzost (Ulmus campestis, Ulmus montana) – drewno twarde, wytrzymałe, sprężyste. Parzone łatwo daje się wyginać. Trwałe na powietrzu i pod wodą.

## Sortymenty drewna
Podziałem surowca drzewnego na poszczególne sortymenty drewna okrągłego zajmuje się sortymentacja. Zasadniczy podział i terminologia zawarte są w Polskich Normach:
- PN-92/D-02002: Surowiec drzewny. Podział, terminologia i symbole.
- PN-92/D-95000: Surowiec drzewny. Pomiar, obliczanie miąższości i cechowanie.